# Zygina yamashiroensis
Zygina yamashiroensis är en insektsart som beskrevs av Matsumura 1916. Zygina yamashiroensis ingår i släktet Zygina och familjen dvärgstritar. Inga underarter finns listade i Catalogue of Life.